# Loučná nad Desnou
Loučná nad Desnou, bis 1948 Vízmberk (deutsch  Wiesenberg) ist eine Gemeinde in Tschechien. Sie liegt 15 Kilometer nördlich von Šumperk und gehört zum Okres Šumperk. Die Gemeinde ist Mitglied im Gemeindeverband Svazek obcí údolí Desné.

## Geographie
Loučná erstreckt sich am südwestlichen Fuße des Altvatergebirges im Tal der Desná. Westlich erhebt sich der Ucháč (Ohrenberg, 1008 m), im Norden die Černá stráň (Schwarze Leiten, 1236 m) und Suchá hora (Dürreberg, 1019 m), östlich die Medvědí hora (Bärenberg, 1159 m) und der Mravenečník (Ameisenhübel bzw. Brünnlberg, 1342 m), im Südosten der Kluč (Rüdersberg, 892 m) und im Südwesten der Lískovec (Haselberg, 675 m). Östlich befindet sich im Gebirge das Pumpspeicherwerk Dlouhé Stráně.
Nachbarorte sind Kociánov im Norden, Kouty nad Desnou im Nordosten, Filipová im Süden, Velké Losiny im Südwesten, Bukovice im Westen sowie Nové Losiny und Přemyslov im Nordwesten.

## Geschichte

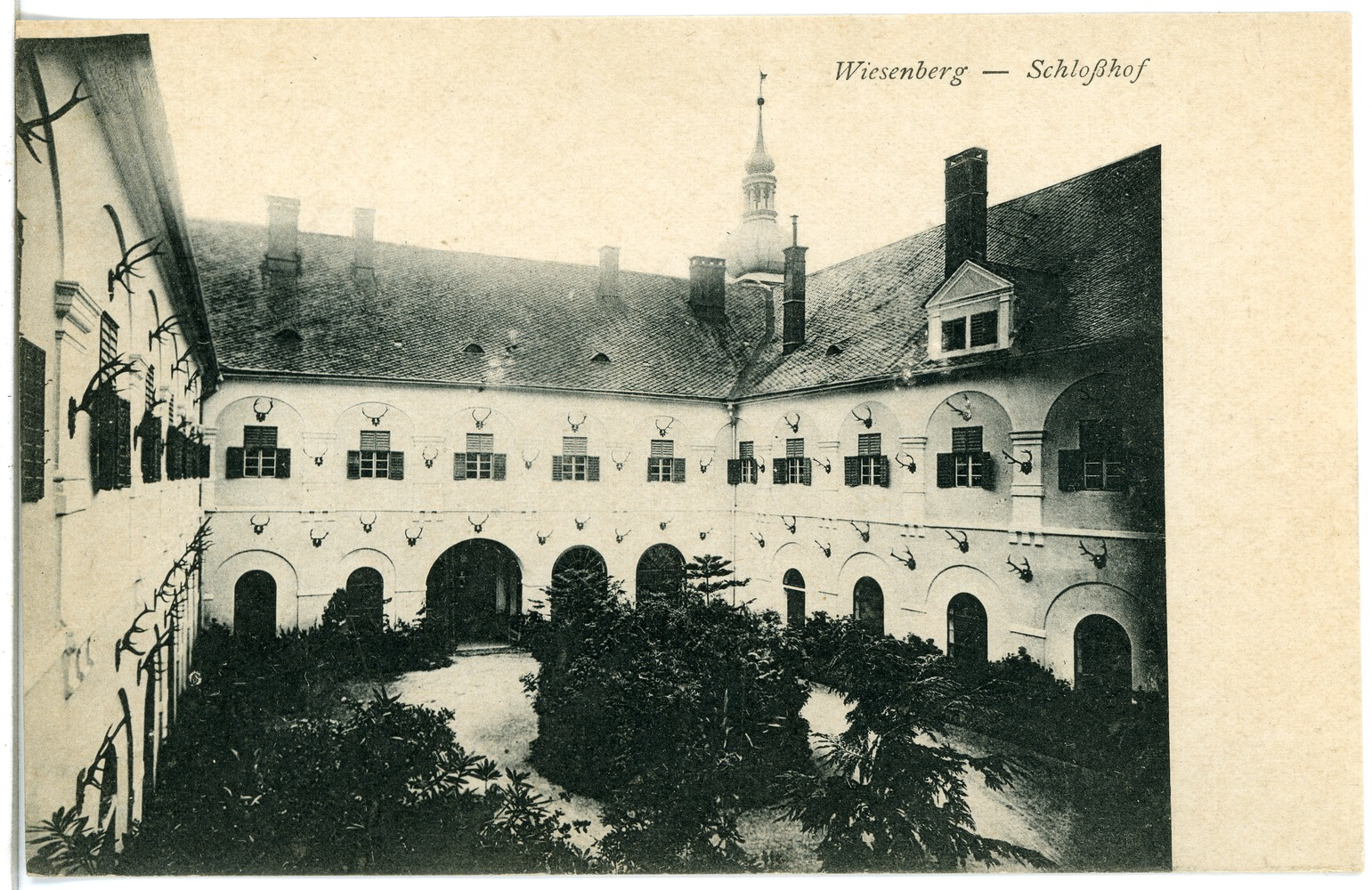
Schlosshof (1921)

Das zur Herrschaft Groß Ullersdorf gehörige obere Tal der Teß wurde im 13. Jahrhundert besiedelt. Später entstanden entlang des Flusses mehrere Eisenhütten. Im Jahre 1608 ließen die Herren von Zierotin südlich von Reutenhau ein Schloss errichten, das den Namen Wiesenberg erhielt. Während des Dreißigjährigen Krieges wurde die Gegend verwüstet und die Hütten erloschen.
1767 begründete der Glasmacher Seewald in Engelsthal eine Glashütte, die zwei Jahre später den Betrieb aufnahm. Nachdem das Kloster Welgrad 1770 die Güter erworben hatte, übertrug es die Verwaltung an Joachim Stettenhofen. 1774 erfolgte ein barocker Umbau des Schlosses. Nach der Aufhebung des Klosters Welegrad wurde die Kapelle zu einer Pfarrkirche erhoben. In den Jahren 1803 bis 1815 wurde unterhalb der Glashütte Engelsthal linksseitig der Rauschenden Teß (Hučivá Desná) die Glasmachersiedlung Annaberg angelegt. 1829 wurde die Glashütte aus Engelsthal nach Reitendorf verlegt. Besitzer der Herrschaft Wiesenberg wurde 1833 Anton Friedrich Mitrowsky von Mitrowitz. Dieser verkaufte 1842 die Güter in Wiesenberg und Zöptau an den Industriellen Albert Klein, der 1872 als Klein von Wisenberg in den Freiherrnstand erhoben wurde.
Nach der Aufhebung der Patrimonialherrschaften bildete Wiesenberg / Vízmberk ab 1850 eine Gemeinde im politischen Bezirk Mährisch Schönberg und wurde zum Sitz eines Gerichtsbezirkes. Zum bedeutendsten Unternehmen des Ortes wurde die Mechanische Flachsspinnerei von Eduard Oberleithner. Das Unternehmen präsentierte sich erfolgreich auf der Weltausstellung 1873 und Oberleithner im selben Jahre als Edler von Oberleithner geadelt. 1897 wurde die Waldeisenbahn von Winkelsdorf auf die Schwarze Leiten angelegt. 1910 lebten in Wiesenberg 2605 Einwohner. Bis 1930 sank die Zahl der Bewohner wieder auf 2154, davon waren 73 Tschechen.
Nach dem Münchner Abkommen wurde die Gemeinde dem Deutschen Reich zugeschlagen und gehörte bis 1945 zum Landkreis Mährisch Schönberg. 1939 lebten in der Gemeinde 2043 Menschen. Nach der Vertreibung der Deutschen sank die Einwohnerzahl bis 1950 auf 1251.

## Gemeindegliederung
Die Gemeinde Loučná nad Desnou besteht aus den Ortsteilen Filipová (Philippsthal), Kociánov (Kotzianau), Kouty nad Desnou (Winkelsdorf an der Teß), Loučná nad Desnou (Wiesenberg), Přemyslov (Primiswald) und Rejhotice (Reitenhau) sowie den Ortslagen Andělské Žleby (Engelsthal) und Annín (Annaberg).

## Sehenswürdigkeiten

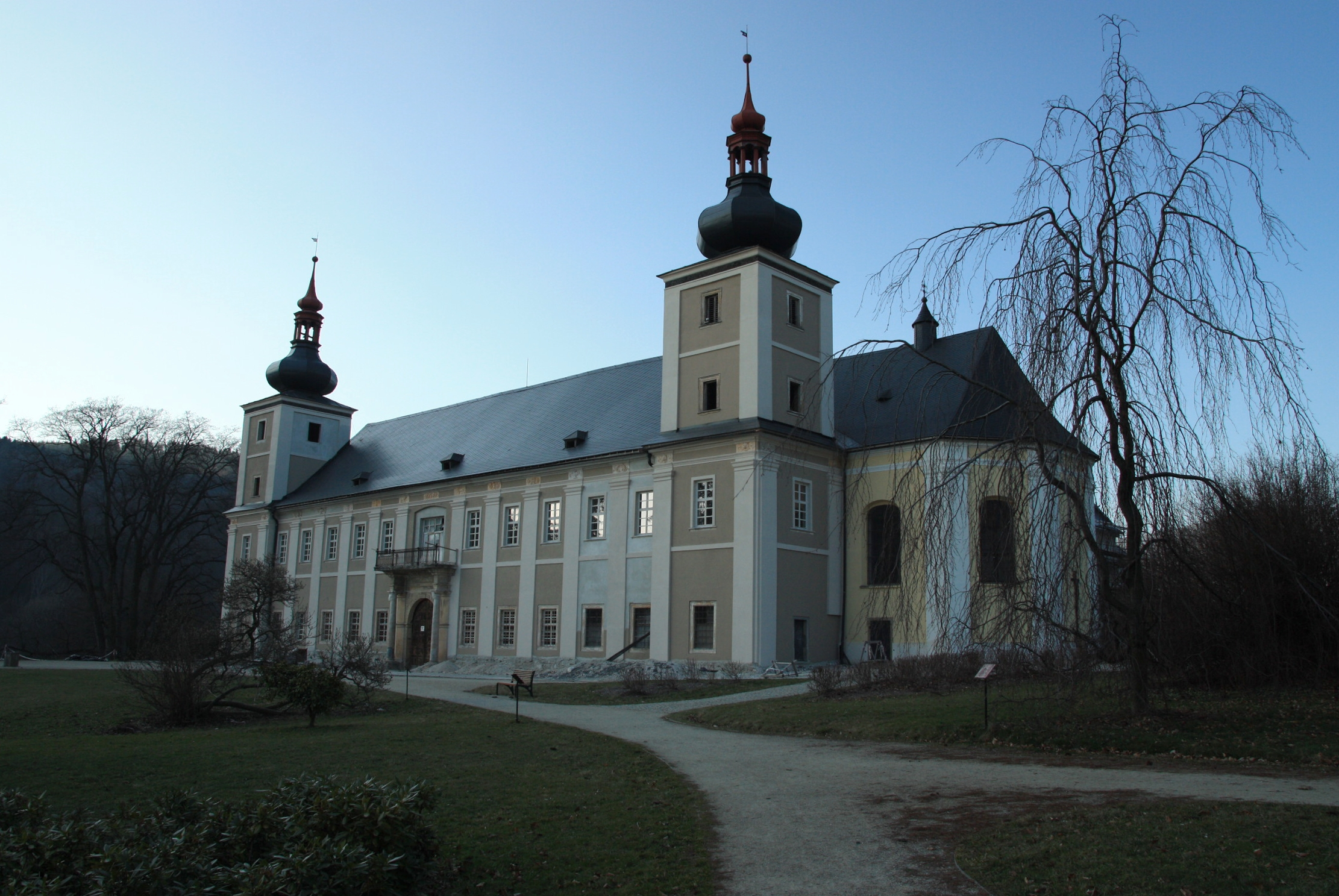
Schloss Loučná nad Desnou

- Schloss Loučná nad Desnou, das 1608 angelegte Renaissanceschloss Wiesenberg wurde 1774 barockisiert.
- Schlosskapelle, errichtet 1744, mit Gemälden von Ignaz Raab
- Grablege der Unternehmerfamilie Klein von Wiesenberg

## Söhne und Töchter der Gemeinde
- Franz Klein (1800–1855), österreichischer Bauunternehmer
- Carl Langhammer (1840–1906), österreichischer Architekt
- Alfred Brendel (1931–2025), österreichischer Pianist